# Docteur Futur
Docteur Futur (titre original : Doctor Futurity) est un roman de science-fiction de Philip K. Dick paru en 1960 aux États-Unis. La première parution de ce roman en France s'est faite sous le titre Le Voyageur de l'inconnu en 1974, puis il fut réédité sous le titre Docteur Futur en septembre 1988.

## Éditions françaises
- Librairie des Champs-Élysées, 1974 (sous le titre Le Voyageur de l'inconnu)
- Le Livre de poche, 1988
- J'ai lu, 2014
- Docteur Futur fait partie du recueil La Porte obscure (1994).